# 반포 래미안 원펜타스
반포 래미안 원펜타스는 대한민국 서울특별시 서초구 반포동에 건설 중인 아파트 단지로, 신반포15차아파트를 재건축한 아파트이다. 6개동 641세대 규모이다.